# 台基厂大街
39°54′12″N 116°24′19″E / 39.90320°N 116.40541°E
台基厂大街是位于中国北京市东城区西部的一条大街。

## 简介
台基厂大街北起东长安街，与王府井大街连接，南到前门东大街，与祈年大街连接。明朝时，南段称“红厂胡同”，北部为“台基厂”，俗称“台吉厂”，为堆放薪柴芦苇以及草料之处。明朝景泰四年正月（1453年），草场失火，朝廷准备判典守者罪，后大理寺卿薛瑄为其辩解，最终未给典守者加罪。谈迁在《国榷》中载：“正德十三年十一月甲辰（1518年12月10日）台基草场火，主事南大吉下法司。”清朝《京师坊巷志稿》载，清朝时，该街北端东侧有裕亲王府及安郡王府。光绪二十六年（1900年）八国联军入北京后，此处成为列强的“保卫界”。当时，法国人普意雅绘制的《北京东交民巷使馆分布图》上，台基厂又叫“哈特路”，路北为“奥国府”（即奥匈帝国驻华使馆）。民国三十六年（1947年）北平市图中，南段称“洪昌胡同”，北段称“台基厂”。1949年后，两段合并，改称“台基厂大街”。文化大革命中，一度改称“永革路”。后来复名“台基厂大街”。
台基厂大街北口，原来是清朝堂子的所在地。堂子始建于清朝顺治元年（1644年）。“堂子”是满语音译，是满族皇室祭祀满洲诸神及如来、观音、关帝之处。主要建筑包括享殿、圜殿、神杆处。神杆有杆座七十三根，中央为帝、后杆座，左右两翼各为六行，每行六根，以未封皇子列于前面，以下依照爵秩排列有满族王公大臣的神杆。每遇国家发生大事，皇帝亲赴堂子告祭。《辛丑条约》签订之后，东交民巷地区成为使馆区，清廷为保存面子，被迫将堂子迁至南河沿南口，即今北京贵宾楼饭店处。
台基厂大街14号是建于光绪二十七年（1901年）的圣弥额尔天主堂（东交民巷天主堂）。